# 创伤外科
创伤外科（英語：trauma surgery）或创伤科、创伤骨科，是一种专门处理创伤患者的外科学分支。创伤外科医生专注于诊断和治疗由外部物理力量引起的严重伤害，特别是在急诊医学中经常见到的情况。创伤患者通常因车祸、跌倒、枪伤、刺伤或其他暴力事件而受伤。创伤外科的目的是通过迅速评估和干预，挽救生命并尽可能减少长期的身体损害。
创伤外科涉及多个领域的医学知识和技能，包括普通外科、骨科、神经外科、胸外科以及麻醉学等。创伤外科医生通常在创伤中心工作，这些中心拥有先进的设备和团队，以期在黄金时间内为创伤患者提供有效的治疗。

## 发展历史
创伤外科作为一个独立的医学分支起源于20世纪。随着战争的推进，特别是第一次世界大战和第二次世界大战，对迅速有效的创伤处理的需求促使创伤外科的发展。后来，随着公路交通事故的增多，创伤外科进一步发展并成为现代医院不可或缺的一部分。

## 现代创伤外科的实践
现代创伤外科包括多个关键步骤，如创伤评估、气道管理、止血、骨折复位和手术修复等。创伤外科医生还必须熟练掌握成像技术，如X射线、CT扫描和超声波，以帮助诊断和制定治疗计划。

## 创伤系统与创伤中心
创伤系统是一种区域性医疗网络，旨在确保创伤患者能够尽快获得高水平的护理。创伤中心则是提供这种护理的核心机构，通常被分为不同等级（如一级创伤中心、二级创伤中心），以反映其处理复杂创伤的能力。